# Nacionalni pečati Japana
Nacionalni pečati Japana su sljedeći nacionalni pečati koji služe za autentikaciju japanskog cara i vlade Japana:
- Pečat Vlade Japana, koriste ga Kabinet Japana i Vlada Japana (Paulownijski pečati)
- Carski pečat Japana, grb Japana (Krizantemin pečat)
- Pečat cara Japana
- Pečat japanske države (Veliki pečat Japana)

## Galeriija
- Vladin pečat
- Carski pečat, grb Japana
- Pečat cara Japana
- Državni pečat Japana s potpisom cara Meijija

## Vanjske poveznice
- Car Showa potpisuje dokumente i služi se pečatom japanskog cara